# Aries-Espénan
Aries-Espénan é uma comuna francesa na região administrativa de Occitânia, no departamento dos Altos Pirenéus. Estende-se por uma área de 5,55 km², Em 2010 a comuna tinha 73 habitantes (densidade: 13,2 hab./km²)..